# Dalgona
Dalgona (korejsky: 달고나, doslovně přeloženo jako „je to sladké“) je jihokorejská cukrovinka, jejímž základem je cukr a jedlá soda. Dalgona se vyrábí rozehřátím cukru, do kterého se přidá špetka jedlé sody, což způsobí, že se cukrová hmota lehce nafoukne a dělá jí to lehčí a křehčí. Z této cukrové hmoty se poté vytvoří tenké placky kruhové tvaru, do těchto placek jsou poté obtisknuty různé tvary (například hvězdička). Cílem je, aby člověk daný obtisknutý tvar vyňal z kulaté placky, aniž by ho během vyjímání zlomil. Někdy bývalo zvykem, že člověk, kterému se podařilo tvar úspěšně vyjmout z placky dalgona, dostal další dalgonu zdarma. Dalgona se také někdy nazývá ppopgi (뽑기).
Dalgona bývala v Jižní Koreji velmi populární v 70. a 80. letech 20. století, setkat se s dalgonu ale dalo i poté, jakožto retro cukrovinka. Dalgona hrála významnou roli v celosvětově populárním seriálu Netflixu Hra na oliheň, po odvysílání tohoto seriálu se prodej dalgony v Jižní Koreji zdvojnásobil, a i v ostatních částech světa se stala dalgona populární, populární se stala také domácí výroba této cukrovinky. V jihokorejských kavárnách se lze také setkat s kávou dalgona (korejsky: 달고나 커피), což je káva s krémem s příchutí dalgony.

## Galerie

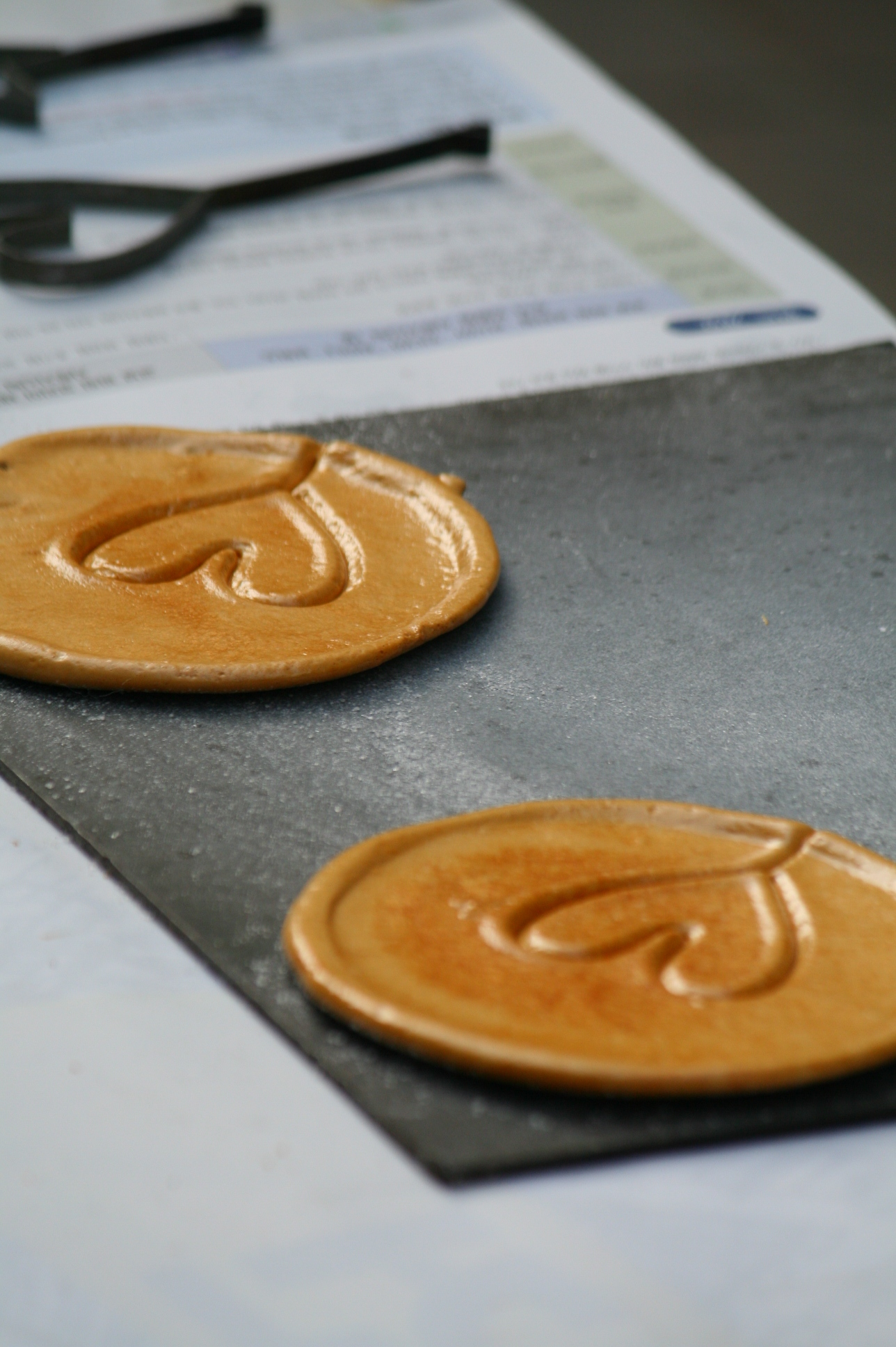
Dalgona
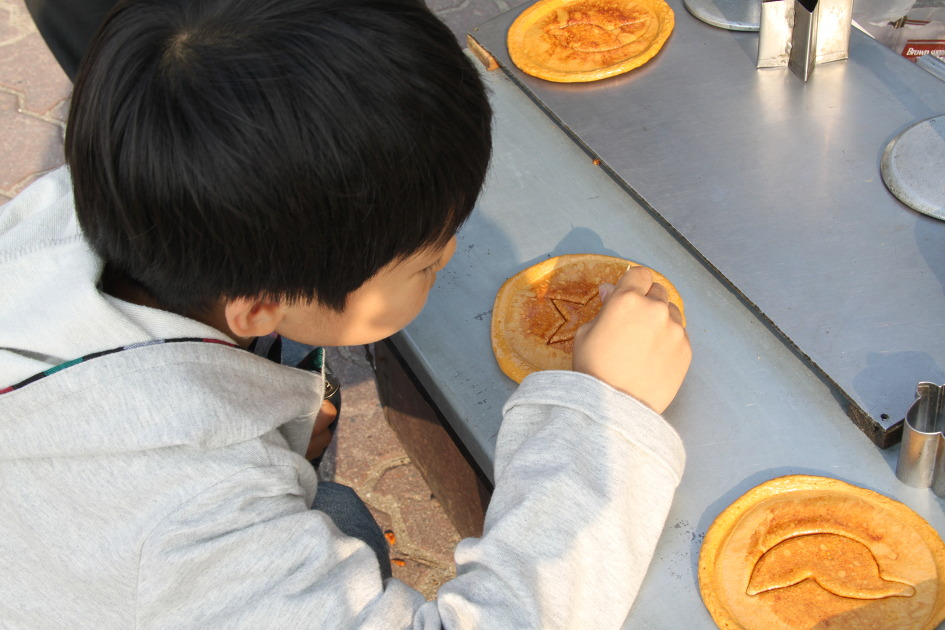
Dítě snažící se vyjmout tvar z dalgony
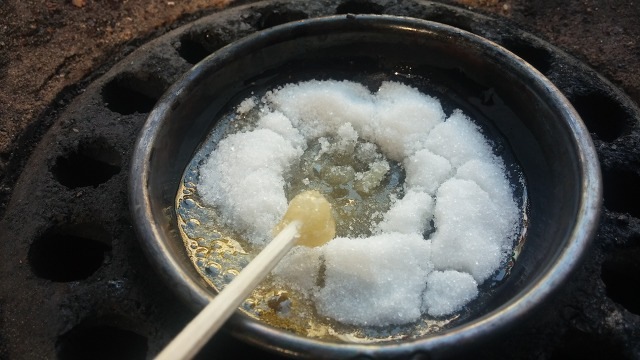
Výroba dalgony
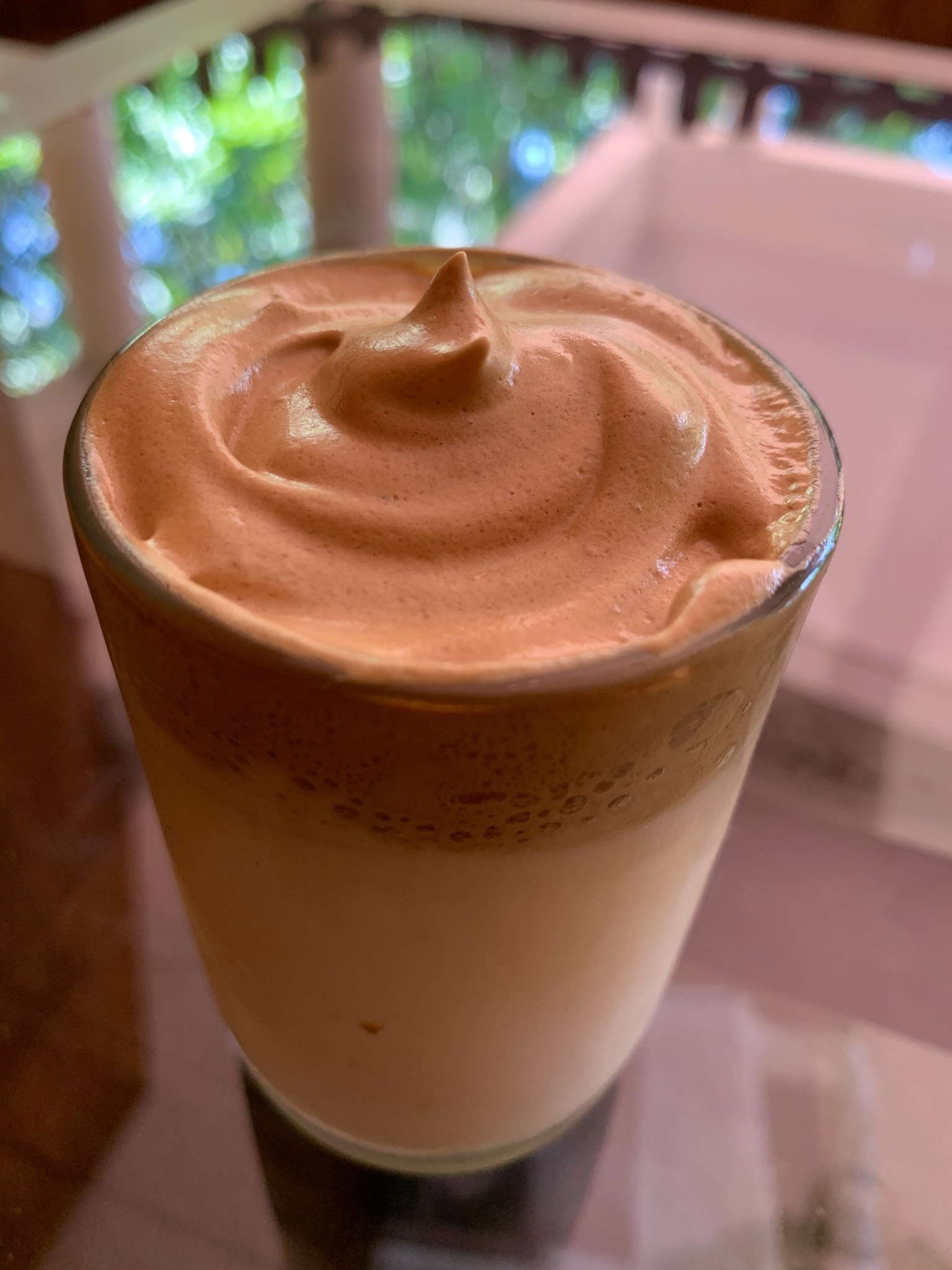
Káva dalgona